# Синицын, Иван Васильевич
Ива́н Васи́льевич Сини́цын (1900—1972) — советский историк, археолог и краевед, профессор.

## Биография
Родился 22 февраля (6 марта) 1900 года в бедной крестьянской семье, в селе Дьяковка Новоузенского уезда Самарской губернии (ныне — Краснокутский район Саратовской области). 
Начальное образование получил в сельской школе; в 1917 году поступил в учительскую семинарию (педагогическое училище) села Ровное, после окончания которой в 1920 году работал учителем в школе 2-й ступени в родном селе. В 1923 году обком ВКП(б) командировал его на учёбу на педагогический факультет Саратовского университета, который он окончил в 1928 году. По окончании университета И. В. Синицын был утверждён аспирантом Института краеведения при СГУ. Учась в аспирантуре, он одновременно работал лаборантом на кафедре педагогики и преподавателем Саратовского педагогического техникума; был сотрудником и заведующим археологическим отделом Саратовского областного музея краеведения (1928—1941). 
После окончания аспирантуры до 1937 года Синицын был учёным секретарём в Институте краеведения, а в 1937—1939 годах — его директором. С 1935 года работал на историческом факультете Саратовского университета: сначала ассистентом, затем доцентом. С начала войны до 1946 года заведовал кафедрой археологии; в 1942—1954 годах был деканом исторического факультета. В 1943 году защитил кандидатскую диссертацию на историческом факультете эвакуированного в Саратов Ленинградского государственного университета. В 1962 году за большие заслуги в области археологии получил звание профессора без защиты докторской диссертации.
Был награждён орденом «Знак Почета».
Умер во время экспедиции 11 августа 1972 года в Элисте.

## Научная деятельность
И. В. Синицын является учеником и преемником советского археолога П. С. Рыкова — основателя археологической школы при Саратовском университете. В 1930 году Синицыным была обследована совершенно неизученная область территории Калмыкии от дельты Волги до нижнего течения реки Кумы (район сел Басы, Зензели). Здесь было обнаружено несколько дюнных стоянок и поселений с микролитическим инвентарем, а также целый ряд памятников эпохи бронзы, скифо-сарматского и более позднего времени. В северных районах Нижнего Поволжья в нижнем течении реки Колышлей. В этом районе им были открыты и изучены памятники эпохи бронзы и сарматской культуры. В 1937—1941 годах им производились раскопки археологических памятников в нижнем и среднем течении реки Иловля (в том числе Авиловские курганы), а также близ города Энгельса и в бассейне Большого Иргиза. Здесь были вскрыты десятки курганов различных исторических эпох и исследовано два поселения срубной культуры у сел Максютово и Успенка Пугачевского района. После Великой Отечественной войны И. В. Синицыным были организованы археологические экспедиции в различные районы Нижнего Поволжья. Результаты полевых раскопок в зоне затопления Волгоградской ГЭС были обобщены Синицыным в двух монографических работах.

## Публикации
- Кремневые орудия с дюнных стоянок Калмыцкой области. — ИНВИК, т. IV, Саратов, 1931.
- Памятники бронзовой эпохи в районе Колышлея. — ИНВИК, т. V, 1932.
- Сарматские курганные погребения в северных районах Нижнего Поволжья. — Сб. Нижне-Волжского краевого музея, Саратов, 1932.
- Древние памятники Приморского района Калмобласти. — ИНВИК, т. VI, Саратов, 1933.
- 25-летие научной, педагогической и общественной деятельности П. С. Рыкова (в соавторстве с Н. К. Арзютовым и В. А. Сушицким). — ИНВИК, т. VII, Саратов, 1936.
- Позднесарматские погребения Нижнего Поволжья. — ИНВИК, т. VII, 1936.
- К материалам по сарматской культуре на территории Нижнего Поволжья. — СА, т. 8, 1946.
- Археологические работы в Саратовской области в 1945 году. — КСИИМК, вып. 17, 1947.
- Археологические раскопки на территории Нижнего Поволжья. — УЗ СГУ, т. 17, 1947.
- Древние памятники в бассейне Иргиза по раскопкам 1938—1939 гг. — УЗ СГУ, т. 17, 1947.
- Изучение родового общества бронзовой эпохи на территории Нижнего Поволжья. — Сб.: «Научная конференция СГУ». Саратов, 1947.
- Памятники предскифской эпохи в степях Нижнего Поволжья. — СА, т. 10, 1948.
- Поселение эпохи бронзы степных районов Заволжья. — СА, т. 11, 1949.
- Археологические памятники по реке Малый Узень. — КСИИМК, вып. 32, 1950.
- Археологические исследования в Нижнем Поволжье и Западном Казахстане. — КСИИМК, вып. 37, 1951.
- Археологические исследования в Саратовской области и Западном Казахстане. — КСИИМК, вып. 45, 1952.
- Археологические работы в зоне строительства Сталинградской ГЭС. — КСИИМК, вып. 50, 1953.
- Древнее население Нижнего Поволжья (в соавторстве с Е. И. Крупновым). — Сб.: По следам древних культур. От Волги до Тихого океана. М., 1954.
- Археологические исследования Заволжского отряда Сталинградской экспедиции. — КСИИМК, вып. 55, 1954.
- Археологические памятники в низовьях р. Иловля // Учёные записки СГУ. — 1954. — Т. XXXIX. — С. 218—253.
- Археологические исследования в 1954 году в зоне строительства Сталинградской ГЭС. — Научный ежегодник СГУ за 1954 год. Саратов, 1955.
- Археологические исследования в Западном Казахстане (1948—1950). — Труды Института истории, археологии и этнографии Казахской ССР, т. 1, 1956.
- Археологические памятники у села Пролейки // Учёные записки СГУ. — 1956. — Т. XLVII. — С. 207—234.
- Работы Заволжского отряда Сталинградской археологической экспедиции. — КСИИМК, вып. 63, 1956.
- Памятники Нижнего Поволжья скифо-сарматского времени. — ТСОМК, вып. 1, 1956.
- Памятники ямной культуры Нижнего Поволжья и их связь с Приднепровьем. — КСИА, АН УССР, вып. 7, 1957.
- Скифо-сарматские памятники Нижнего Поволжья. — Научный ежегодник СГУ за 1955 год. Отд. оттиск, отд. 2, Саратов, 1958.
- Археологические исследования в зоне затопления Сталинградской ГЭС в 1955 году. — Научный ежегодник СГУ за 1955 год, отд. 2, Саратов, 1958.
- Памятники родового общества степей Заволжья // Учёные записки СГУ. — 1958. — Т. LXVI. — С. 278—309.
- [ ]. — УЗ СГУ, т. 66, 1958.
- Археологические исследования Заволжского отряда. — МИА, т. 60, 1959.
- Итоги археологического изучения древней истории Нижнего Поволжья. — УЗ СГУ, т. 68, 1960.
- Археологические памятники северо-западного Прикаспия. — ТСОМК, вып. 3, 1960.
- Древние памятники в низовьях Еруслана (по раскопкам 1954—1955 гг.). — МИА, № 78, 1960.
- Ровенский курганный могильник. — КСИА, вып. 84, 1961.
- Археологические раскопки в Калмыцкой АССР в 1961 году (в соавторстве с У. Э. Эрдниевым). — Труды Калм. респ. краев. музея, вып. 1, Элиста, 1963.
- Памяти Павла Сергеевича Рыкова (в соавторстве с П. Д. Степановым). — СА, т. 1, 1964.
- Древние памятники Саратовского Заволжья. — Археологич. сборник, вып. 1, Саратов, 1966.
- Новые археологические памятники на территории Калмыцкой АССР (по раскопкам 1962—1963 гг.). В соавторстве с У. Э. Эрдниевым. — Труды Калм. респ. краев. музея, вып. 2, Элиста, 1966.
- Раскопки в долине Восточного Маныча. — Сб. «Археологические открытия 1967 года». М., 1968.
- Поселение Осинов Гай в Заволжье. — МИА, № 169, 1969.
- Раскопки на Утёсе Степана Разина (в соавторстве с В. А. Фисенко). — Сб.: «Археологические открытия 1969 года».
- Элистинский могильник (в соавторстве с У. Э. Эрдниевым). Элиста, 1971.
- Древние поселения у с. Михайловки.
- Новые памятники Восточного Маныча. Изд. СГУ.

## Награды
- Орден Знак Почёта
- Медаль «За доблестный труд в Великой Отечественной войне 1941—1945 гг.»
- Медаль «В ознаменование 100-летия со дня рождения Владимира Ильича Ленина»
- Почётная грамота Президиума Верховного совета РСФСР
- Почетная грамота Верховного Совета Калмыцкой АССР
- грамоты горсовета[какого?]